# 星星電力

星星電力股份有限公司，為泓德能源科技股份有限公司旗下負責綠電顧問與儲能資產整合商的子公司。藉由營運模式「Power Bank」，結合AI電力交易技術、將金融市場邏輯導入電力服務，打造電力批發（聚合）、售電、交易代操一站式解決方案，助企業提升能源資產效益。
其技術核心「Star Trade電力交易平台」，導入AI交易預測與資產調度決策模型，即時反應市場變化，整合儲能、發電、負載與需量反應資源，實現全天候零碳用電匹配。

## 簡介
星星電力自 2021 年持有綠電售電執照起，陸續簽訂綠電及憑證購售合約，並協助企業綠電轉供諮詢，與協助綠電用戶取得「電子憑證 T-REC」，證明電力來自於再生能源，滿足用戶與供應鏈之減碳需求。
星星電力也推出多元彈性綠電交易方案，零售或是企業綠電團購、綠色租賃、電廠綠電團售等方式，解決終端各類型用戶的綠電需求。 透過建構智慧電力物聯網，搭配智慧雲端服務系統，使電力可視化，並整合儲能系統推動綠電團購（APPA），協助用戶取得綠電與憑證。 服務客戶包含聯發科技集團、日月光投控、國泰集團、玉山銀行、中國信託、永豐銀行、台北101、台灣大哥大、台灣資生堂等科技業、製造業、金融業、頂級商辦大樓、電信業等各產業龍頭。
目前為台灣前三大售電業者，2023年單一年度簽約量逾18億度電，轉供實績較前一年成長10倍，轉供據點超過600個。
2025年5月星星電力與星佑能源進行合併，品牌名稱統一為星星電力。發展以電力交易服務與能源資源聚合（Aggregator）為核心的創新型態業務，布局虛擬電廠（VPP）與需量反應（DR）市場，協助客戶整合儲能與綠電資源。
母公司泓德能源於2022年12月通過申請臺灣證券交易所創新版上市審議案，於2024年9月改列一般板上市。

## 歷史沿革
- 2020年8月，星星電力成立。[14]
- 2021年8月，取得售電業執照。[15]
- 2022年6月，與臺灣湯淺電池簽署綠電及憑證購售合約，於2023年轉供94萬度電，協助台灣湯淺電池完成首筆綠電轉供，率先達成用電大戶早鳥優惠目標。[16]
- 2022年綠電轉供數翻倍成長，單一年度成功轉供超過800萬度綠電，2023年陸續增加多家大型企業客戶。[17]
- 2023年8月，與永豐銀行簽署購售電合約（CPPA），簽約量為1,430萬度綠電，將綠電導入自有辦公大樓。[18]
- 2023年10月，星星電力與台南全家平豐店合作，導入節能、創能（創造能源）、儲能系統及設備，作為全家推動能源轉型概念的實驗店。[19]
- 2023年10月，與永豐銀行簽署綠電交易信託合作。未來購買綠電的企業客戶，其購電費用將進入永豐之信託專戶，再由信託專戶付款給星星電力，提升發電業者、售電業者與購電客戶三方的金流安全與保障。[20]
- 2024年1月，與日月光投控簽署 APPA（Aggregated Power Purchase Agreement） 綠電團購協議簽約儀式，簽署 20 年合作備忘錄，預計合約期間累計轉供將達 63 億度電。[21]
- 2024年3月，星星電力開始與13個三型電廠簽約，並完成憑證中心、能源署以及台電所有書面審查及現勘，7月1日正式轉供綠電並移轉憑證給23個用電戶，創下業界多對多轉供最高速紀錄。[22]
- 2024年4月，與全台最大房東國泰人壽簽署綠色租賃合約，轉供綠電給國泰人壽商辦大樓，合約期間初估將供應至少 3.25 億度電。[23]
- 2024年4月，與全球第五大IC設計公司聯發科簽署購售電合約，自2025年起每年導入5000萬度綠電，綠電轉供範圍涵蓋聯發科技、達發科技與立錡科技等。[24]
- 2024年6月，富邦金控旗下六家子公司富邦人壽、台北富邦銀行、富邦產險、富邦證券、富邦投信及富邦期貨等，與星星電力簽署合計439萬度的綠電採購合約，在76處辦公與營運據點轉供綠電，創下台灣金融業綠電布局跨足外島的首例。[25]
- 2024年6月，星星電力與台灣大哥大續約綠電採購，每年轉供約6,700萬度綠電給台灣大哥大與台灣固網約1,300個據點。台灣大哥大也加入由泓德能源與富邦人壽共同投資的富邦能源綠能投資平台，總投資金額為110億。[26]
- 2024年7月，星星電力受邀參與新北市政府綠電合作聯盟，提供新北企業便利的綠電。[27]
- 2024年10月，星星電力推出「綠電星智匯」、「綠電星平方」2大管理平台，導入AI技術整合發電量、金流與資訊，提供一站式綠電顧問服務。[28]
- 2025年3月，星星電力與全球頂尖太陽能模組大廠茂迪宣布締結長期戰略合作夥伴關係。本次合作將由星星電力轉供茂迪所發出的綠電，打造「供—需—配」三贏的合作模式。[29]
- 2025年4月，母公司泓德能源宣布，旗下子公司星星電力與星佑能源將進行合併，預計於2025年5月31日完成。合併後，品牌名稱將統一為星星電力，持續以一站式智慧能源服務推進市場布局。[30]
- 2025年6月，星星電力宣布與 Lightsource bp（台灣天和能源）簽署綠電購售合約（PPA），未來將100%承接銷售其位於嘉義布袋鎮及義竹鄉的115MWp漁電共生案場所產出的再生能源。[31]

## 外部連結
- 官方網站（繁體中文）